# 2-й провулок Осипенко (Мелітополь)
2-й провулок Осипенко — провулок в Мелітополі. Йде від проспекта 50-річчя Перемоги до 2-го Силікатного провулка.

## Назва
Провулок названий на честь радянської льотчиці Поліни Осипенко (1905—1939), народженої недалеко від Мелітополя — в Бердянському районі Запорізької області.

## Історія
Перша відома згадка про провулок датується 25 березня 1955 року.